# Cyprian (Ziornow)
Cyprian, imię świeckie Michaił Wikientjewicz Ziornow (ur. 25 grudnia 1910?/7 stycznia 1911 w Moskwie, zm. 5 kwietnia 1987 tamże) – rosyjski biskup prawosławny.

## Życiorys
Od młodości wykonywał prace w parafiach prawosławnych: był dzwonnikiem, zakrystianem i lektorem. 10 kwietnia 1944 został wyświęcony na diakona jako celibatariusz. Dwa dni później został kapłanem i podjął służbę w cerkwi Trójcy Świętej w Nataszinie, gdzie od 1945 był proboszczem. Następnie w grudniu 1945 został proboszczem parafii Opieki Matki Bożej w Czerkizowie, zaś od 1948, z godnością protoprezbitera, służył w cerkwi Ikony Matki Bożej „Wszystkich Strapionych Radość” w Moskwie. Od 1950 do 1951 był proboszczem parafii przy soborze Zmartwychwstania Chrystusa w Berlinie. Od 1955 do 1956 kierował rosyjską misją prawosławną w Jerozolimie. W 1961 powierzono mu zadania zwierzchnika patriarszych parafii w Finlandii. W lipcu 1961 złożył wieczyste śluby mnisze z imieniem Cyprian i natychmiast otrzymał godność archimandryty. 6 sierpnia tego samego roku miała miejsce jego chirotonia na biskupa podolskiego, wikariusza eparchii moskiewskiej. Jako konsekratorzy wzięli w niej udział patriarcha moskiewski i całej Rusi Aleksy I, metropolita kruticki i kołomieński Pitirim, arcybiskup jarosławski i rostowski Nikodem oraz biskup środkowoeuropejski Jan. Od 1961 nosił tytuł biskupa dmitrowskiego, zaś w 1963 został podniesiony do godności arcybiskupiej.
Od 1964 do 1966 był zwierzchnikiem eparchii berlińskiej i środkowoeuropejskiej, patriarszym egzarchą Europy Środkowej. W 1966 odszedł w stan spoczynku. Do śmierci mieszkał w Moskwie, służył w cerkwi Ikony Matki Bożej „Wszystkich Strapionych Radość”.
Według dokumentów zawartych w Archiwum Mitrochina był zarejestrowany jako agent KGB o pseudonimie SIMONOW.